# Slunečnice velkoploutvá
Slunečnice velkoploutvá nebo také slunečnice obecná (Lepomis macrochirus) je druh sladkovodní ryby z čeledi okounkovitých.
Tato značně rozšířená ryba je patrně nejčastěji loveným druhem v Severní Americe. Upřednostňuje klidné a zarostlé toky. Průměrná hmotnost ryby je 113 g, může však výjimečně dosáhnout i přes 1,8 kg.
Je to velmi invazivní rybí druh.